# Parapercis shaoi
Parapercis shaoi és una espècie de peix de la família dels pingüipèdids i de l'ordre dels perciformes.

## Descripció
- Fa 15,3 cm de llargària màxima i és de color vermell al dors i blanc al ventre. Presenta 9 franges marrons (més fosques a les vores) al terç superior del cos, mentre que els dos terços restants tenen franges de color taronja-vermell alineades amb les franges fosques dorsals. El cap és de color vermell clar i té una gran banda corbada i vermella, la qual s'estén des de l'ull. Musell amb una banda fosca ataronjada al llarg de la vora del llavi superior. Aletes sense marques fosques, llevat d'una taca fosca a la base dels radis tous de l'aleta dorsal.
- Mandíbula inferior sortint i amb 3 parells de dents canines. Absència de dents palatines. Vòmer amb una filera de dents còniques robustes i seguida per una altra filera de dents molt petites.
- 5 espines i 21 radis tous a l'aleta dorsal i 1 espina i 17 radis tous a l'anal. 16-18 radis a les aletes pectorals. La quarta espina de l'aleta dorsal és la més allargada del conjunt.
- Aleta caudal lleugerament arrodonida i aletes pèlviques arribant a l'origen de l'aleta anal.
- 30 vèrtebres.
- Escates ctenoides al cos, les quals esdevenen cicloides al clatell, l'àrea ventral de l'abdomen i l'àrea prepèlvica. Galtes amb escates cicloides i petites, les quals es tornen progressivament més petites i unes poques no imbricades cap a la zona ventral de l'esmentada àrea.[3][5]

## Hàbitat i distribució geogràfica
És un peix marí, bentopelàgic (fins als 160 m de fondària) i de clima tropical, el qual viu al Pacífic nord-occidental: Taiwan.

## Observacions
És inofensiu per als humans.